# Franciszek Morawski (1847–1906)
Franciszek Morawski (ur. 23 października 1847 w Strzelnie, zm. 24 czerwca 1906 w Katowicach) – stolarz, dziennikarz, polski działacz niepodległościowy i socjalistyczny w zaborze pruskim. Jeden z założycieli i przywódców Polskiej Partii Socjalistycznej zaboru pruskiego. Redaktor "Gazety Robotniczej".  

## Życiorys
Do piętnastego roku życia pracował na roli. Następnie wyjechał do Berlina, gdzie pracował jako stolarz w fabrykach. Prawdopodobnie w 1885 r. został członkiem tajnego stowarzyszenia Polska Socjalna Demokracja. Wraz z innymi jego działaczami został w 1887 r. aresztowany i w styczniu 1888 r. skazany na karę więzienia, z którego został zwolniony po zniesieniu praw wyjątkowych w 1890 r. W grudniu 1890 r. znalazł się wśród współzałożycieli legalnego Towarzystwa Socjalistów Polskich w Berlinie. W styczniu 1891 r. został wybrany na pierwszego przewodniczącego Zarządu TSP. Od lipca 1893 r. aż do swej śmierci był redaktorem naczelnym Gazety Robotniczej. 
W 1893 r. kandydował z ramienia SPD do Reichstagu, uzyskując w okręgu poznańskim 1102 głosy (w 1890 r. kandydat socjalistyczny w tym okręgu uzyskał 415 głosów). We wrześniu 1893 r. był współorganizatorem zjazdu założycielskiego Polskiej Partii Socjalistycznej zaboru pruskiego w Berlinie, na którym został wybrany sekretarzem zarządu. Kandydował w wyborach w 1895 r. w okręgu babimojskim. 
W 1898 r. kandydował do parlamentu w okręgu górnośląskim, otrzymując 9829 głosów (w 1893 r. niemiecki kandydat socjalistyczny w tym okręgu otrzymał 646 głosów).
W lipcu 1901 r. zamieszkał w Katowicach, dokąd przeniesiono również redakcję "Gazety Robotniczej". W 1902 r. został aresztowany za publikacje przeciwstawiające się germanizacji, a następnie skazany na 2 lata pozbawienia wolności. Pomimo pobytu w więzieniu został zgłoszony jako kandydat SPD w wyborach do parlamentu w czerwcu 1903 r. – otrzymał 10 041 głosów. W 1904 r. wyszedł na wolność. Zmarł w 1906 r. z powodu ciężkiej choroby serca, na którą zapadł jeszcze w czasie pobytu w więzieniu. 